# Nīca (novads)
Nīca (łot.: Nīcas novads) – jeden z łotewskich novadsów, funkcjonujący w latach 2009–2021.

## Historia
Novads powstało na terenach należących przed 2009 do rejonu Lipawa.
W skład novadsu wchodziły dwa pagastsy: Nīca i Otaņķi. Jego stolicą została wieś Nīca.
Zlikwidowany w ramach reformy administracyjnej 30 czerwca 2021. Wszedł w całości w skład nowego novadsu Kuldyga Południowa.